# Anthelme Mangin
Pour les articles homonymes, voir Mangin.
Anthelme Mangin, né Octave Félicien Monjoin le 19 mars 1891 à Saint-Maur (Indre), et mort le 10 septembre 1942 à Paris, est un soldat français revenu amnésique de la Première Guerre mondiale, qui a fait l'objet d'une longue procédure judiciaire intentée par plusieurs dizaines de familles, qui le réclamaient comme étant un parent disparu. Son identité sera avérée en 1938, comme étant le fils de Pierre Monjoin et de Joséphine Virly.

## Après la Grande Guerre
Le 1er février 1918, un soldat français, rapatrié d'Allemagne, est retrouvé à la gare des Brotteaux à Lyon, amnésique et sans document militaire ou civil permettant de l'identifier. Interrogé, il donne le nom de Mangin. Il est diagnostiqué dément et placé en asile à Clermont-Ferrand.
Puis en janvier 1920, Le Petit Parisien publie, à la une, plusieurs photos de patients d'asile en espérant que certains soient ainsi identifiés. C'est le cas pour deux d'entre eux, et le troisième est Mangin. Madame et mademoiselle Mazenc de Rodez sont catégoriques, il s'agirait de leur fils et frère Albert, disparu à Tahure en 1915. Il est donc transféré à l'asile de Rodez et confronté à des amis et connaissances d'avant-guerre, mais personne ne le reconnaît. Après consultation des fiches anthropométriques de l'armée, on dénombre trop de différences entre Albert Mazenc et l'inconnu de Rodez (entre autres une différence de taille de 10 cm) et l'affaire en reste là ; l'amnésique reste à l'asile de Rodez.
En 1922, le ministère des Pensions fait publier sa photo dans l'espoir de l'identifier. Plusieurs dizaines de familles le réclament. Après l'enquête très approfondie du professeur en psychiatrie de l'asile de Rodez, et après maintes années de recherches, il ne reste, dans les années 1930, que deux pistes familiales solides : Lucie Lemay, qui réclame son mari disparu, et Pierre Monjoin, qui recherche son fils.
En 1934, une visite à Saint-Maur (Indre), ville de résidence des Monjoin, permet à « Anthelme Mangin » de reconnaitre son village. Laissé à la sortie de la gare de Saint-Maur par ses accompagnants, Anthelme retrouve seul le chemin de la maison de son père. Il note les changements de l'église du village, dont le clocher avait été abattu par la foudre pendant son absence. La justice tranche en faveur de cette dernière identité, mais l'appel de la famille Lemay, puis des recours en cassation font s'éterniser les procédures. En outre, à cette époque, 22 familles déposent un recours devant le tribunal civil de Rodez en vue de faire établir son identité. 
Le tribunal de Rodez lui rend son identité en 1938, quand il doit être remis à son frère et à son père. Le frère meurt d'une ruade le 23 mars et le père de vieillesse le 1er avril. Octave demeure donc en asile à l'hôpital Sainte-Anne à Paris, où il meurt le 19 septembre 1942, vraisemblablement d'inanition. Il est enterré dans une fosse commune. 
En 1948, sa dépouille est transférée au cimetière de Saint-Maur-en-Indre et inhumée sous le nom d'Octave Monjoin.
L'histoire d'Anthelme Mangin/Octave Monjoin a servi de base à Jean Giraudoux pour le personnage de Siegfried et le Limousin (1922) ainsi qu'à Jean Anouilh pour le personnage de Gaston/Jacques Renaud dans la pièce Le Voyageur sans bagage (1937). Celle-ci a donné lieu à un téléfilm de Pierre Boutron, avec Jacques Gamblin (2004).

### Émission de radio
- Le soldat vivant inconnu, épisode du 22 février 2022 de l'émission Franck Ferrand raconte sur Radio-classique

### Filmographie
- Joël Calmettes, Le Soldat inconnu vivant